# Thiến nữ u hồn (phim 2011)
Thiến nữ u hồn (tựa tiếng Trung: 倩女幽魂, tựa tiếng Anh: A Chinese Ghost Story hay A Chinese Fairy Tale) là một bộ phim điện ảnh Trung Quốc – Hồng Kông thuộc thể loại lãng mạn – hành động – kỳ ảo ra mắt vào năm 2011 do Diệp Vĩ Tín làm đạo diễn, với sự tham gia diễn xuất của các diễn viên gồm Cổ Thiên Lạc, Lưu Diệc Phi, Dư Thiếu Quần, Huệ Anh Hồng, Phàn Thiếu Hoàng và Vương Đan Di Lật. Phim chuyển thể từ truyện Nhiếp Tiểu Thiến trong tác phẩm Liêu trai chí dị của nhà văn Bồ Tùng Linh. Đây là bản phim làm lại từ bộ phim Hồng Kông cùng tên năm 1987 do Từ Khắc sản xuất.

## Nội dung
Phim có một số thay đổi so với bản phim năm 1987. Ở bản 1987, câu chuyện tập trung vào hai nhân vật Nhiếp Tiểu Thiến và Ninh Thái Thần. Ở bản 2011, Nhiếp Tiểu Thiến, Ninh Thái Thần cùng Yến Xích Hà đã tạo ra một chuyện tình tay ba.
Nhiều năm trước, Yến Xích Hà mơ ước trở thành một đạo sĩ trừ yêu tài giỏi nên quyết định chọn núi Hắc Sơn làm nơi thực hiện ước mơ của mình. Lúc đó Xích Hà còn trẻ, và núi Hắc Sơn có những ác quỷ và hồn ma đã tồn tại ở đây lâu hơn cả tuổi thọ của ngọn núi này. Chúng sống khá đơn giản và hoang dã, nhưng luôn bị bao quanh bởi một luồng hào quang mạnh mẽ của cái chết và sự giết chóc.
Dân trong làng rất sợ hãi núi Hắc Sơn và ngôi chùa Lan Nhược Tự ở gần đó. Xích Hà tham gia vào trận chiến chống lại lũ quỷ và hồn ma. Kiếm thuật và pháp lực của Xích Hà càng ngày càng mạnh và anh tin rằng mình có thể đánh bại tất cả mọi thứ, cho đến khi anh gặp Nhiếp Tiểu Thiến, một hồ ly tinh có sắc đẹp nghiêng nước nghiêng thành và đem lòng yêu thương cô, khiến cho bi kịch bắt đầu. Nhiều năm sau, các con sông chảy qua núi Hắc Sơn bị khô cạn do hạn hán và người dân buộc phải tìm nguồn nước mới trên đỉnh Hắc Sơn. Đó là khi nền văn minh con người gặp phải thế giới của ma quỷ và bắt đầu một chuyện tình lãng mạn giữa Ninh Thái Thần, một anh chàng thư sinh nho nhã với hồ ly tinh Tiểu Thiến.
Chuyện tình tay ba của Tiểu Thiến, Thái Thần và Xích Hà phát triển cùng cuộc chiến chống lại yêu ma trên đỉnh Hắc Sơn và việc giải phóng cho linh hồn Tiểu Thiến được siêu thoát.
Hạ Tuyết Phong Lôi tiêu diệt được hai con yêu quái rắn và Thụ Yêu bây giờ đã được tự do. Xích Hà đến nơi kịp lúc và giải cứu Phong Lôi. Tiểu Thiến, Thái Thần và Hạ Băng (em gái của Phong Lôi) cũng có mặt. Trong khi Xích Hà và Phong Lôi đang chiến đấu với Thụ Yêu, Hạ Băng dùng phép thuật mở giếng nước đóng băng ra để Thái Thần có thể xuống dưới tìm hài cốt của Tiểu Thiến. Thụ Yêu bắt linh hồn Tiểu Thiến nhập vào cơ thể ả. Xích Hà liền dùng gương chiếu yêu đánh linh hồn Tiểu Thiến ra khỏi cơ thể Thụ Yêu và chuyển chính anh vào cơ thể mụ ác quỷ. Thái Thần lúc đó cũng tìm ra hài cốt của Tiểu Thiến mang hình dạng một con cáo trắng bé nhỏ. Xích Hà rút con dao găm ma thuật ra khỏi đầu Tiểu Thiến khiến cô nhớ lại cuộc tình trước kia của hai người. Xích Hà tự đâm con dao vào ngực để giết chết Thụ Yêu và chính anh cũng bị trọng thương.
Xích Hà trong cơn hấp hối được đoàn tụ với Tiểu Thiến, sau đó anh đã chết do vết thương quá nặng. Ngôi chùa Lan Nhược Tự bắt đầu sụp đổ, Tiểu Thiến bảo Thái Thần rải hài cốt của cô xuống để cô có thể biến mất cùng ngôi chùa, rồi cô đẩy Thái Thần ra khỏi ngôi chùa. Ngôi chùa sụp đổ chôn vùi Tiểu Thiến và xác của Xích Hà. Ngày hôm sau, hai anh em Phong Lôi và Hạ Băng rời khỏi ngôi làng. Thái Thần cũng rời đi nhưng anh nghe được giọng của Tiểu Thiến gọi tên anh.

## Diễn viên
- Cổ Thiên Lạc vai Yến Xích Hà
- Lưu Diệc Phi vai Nhiếp Tiểu Thiến
- Dư Thiếu Quần vai Ninh Thái Thần
- Phàn Thiếu Hoàng vai Hạ Tuyết Phong Lôi
- Huệ Anh Hồng vai Thụ Yêu (Lão Lão)
- Vương Đan Di Lật vai Hạ Băng
- Củng Tân Lượng vai Thanh Xà yêu
- Lâm Bằng vai Bạch Xà yêu
- Lý Tinh vai Thiết Nha
- Từ Cẩm Giang vai Trưởng làng Hắc Sơn
- Phùng Khắc An vai Người dân làng Hắc Sơn

## Đoàn làm phim
- Đạo diễn: Diệp Vĩ Tín
- Biên kịch: Trương Thán
- Quay phim: Hoàng Nhạc Thái
- Dựng phim: Trương Gia Huy, Đặng Văn Thao
- Âm nhạc: Ngũ Lạc Thành
- Thiết kế mỹ thuật: Mạnh Quốc Cường
- Thiết kế trang phục: Ngô Bảo Linh
- Chỉ đạo võ thuật: Mã Ngọc Thành, Từ Trung Tín

## Âm nhạc
- Ca khúc chủ đề: Hoàn lệ (还泪 - Trả lại nước mắt)
  - Nhạc: Ngũ Lạc Thành
  - Lời: Lâm Tịch
  - Thể hiện: Lâm Bằng